# Édition limitée Québec 1998
Édition limitée Québec 1998 is een EP van The Flower Kings. Het album verscheen in samenwerking met het Canadese magazine Cyclone en was eerst niet via officiële kanalen te koop. Het verscheen toen in een kleine oplage van 700 stuks. Later was het bij de gespecialiseerde (internet)winkels te bestellen. Het album bestaat uit liveopnamen, demo’s, niet eerder verschenen nummers en een track die opnieuw was opgenomen. 

## Musici
- Roine Stolt – gitaar, zang, toetsinstrumenten
- Tomas Bodin – toetsinstrumenten
- Michael Stolt – basgitaar
- Jaime Salazar – slagwerk
- Hasse Bruniusson – percussie

## Muziek
| Nr. | Titel                    | opnamen:                         | Duur  |
| --- | ------------------------ | -------------------------------- | ----- |
| 1.  | Kite                     | nog niet eerder uitgebracht 1996 | 7:33  |
| 2.  | Piece of Nizzimo         | live Uppsala 5 april 1996        | 6:30  |
| 3.  | The flower king          | opnieuw opgenomen 1998           | 11:45 |
| 4.  | Duke of Nuke             | live Uppsala 5 april 1996        | 5:40  |
| 5.  | Garden of dreams, part 1 | demo 1998                        | 7:35  |
| 6.  | Buffalo man              | nog niet eerder uitgebracht 1996 | 5:50  |